# Minikára

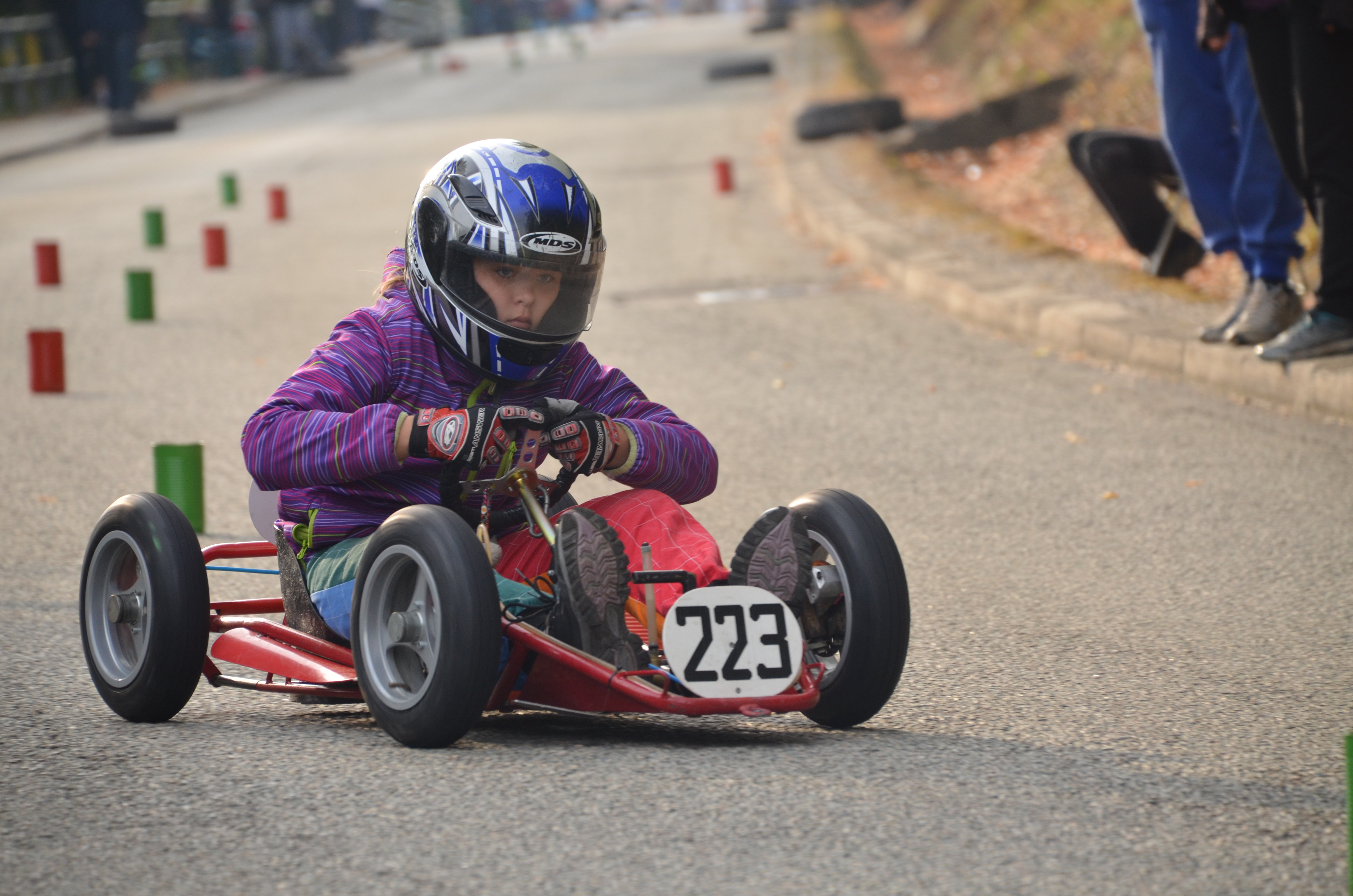
Minikárové závody v Adamově

Minikára je miniaturní jednomístné čtyřkolové vozidlo bez vlastního pohonu, je poháněno pouze gravitací. Je určeno k závodění hlavně dětem, ale i dospělým. Závodník musí v co nejkratším čase projet určenou dráhu a zároveň projet slalom. Pokud závodník ve slalomu srazí bojku, dostává 2 trestné sekundy, pokud některou branku neprojede vůbec, je z jízdy diskvalifikován.

## Kategorie
Závodí se v šesti kategoriích:
- M1 – chlapci a dívky ve věku 4–8 let
- M2 – chlapci a dívky ve věku 9–12 let
- M3 – chlapci a dívky ve věku 13–16 let
- M4 – chlapci 17–21 a dívky 17–99 let
- M5 – dospělí ve věku 21–99 let